# Саарела, Юрьё
Юрьё Эрик Микаэль Саарела (фин. Yrjö Erik Mikael Saarela; 13 июля 1884, Оулу — 30 июня 1951, Лиминка) — финский борец греко-римского стиля. Олимпийский чемпион 1912 и серебряный призёр летних Олимпийских игр 1908, чемпион мира 1911 года.
На Играх 1908 в Лондоне Саарела соревновался в весовой категории до 93,0 кг. Выиграв четыре схватки, он проиграл в финале и занял второе место, завоевав серебряную медаль.
Через четыре года Саарела принял участие в Олимпийских играх 1912 в Стокгольме в весе свыше 82,5 кг, в котором он стал чемпионом и получил золотую медаль.